# Preis von Baden-Württemberg 1986
De Preis von Baden-Württemberg 1986 was de twaalfde en laatste wedstrijd van het wereldkampioenschap wegrace in het seizoen 1986. De wedstrijd mocht de naam "Grand Prix" niet dragen omdat Duitsland zijn Grand Prix al op de Nürburgring had verreden. De races werd verreden op 28 september 1986 op de Hockenheimring nabij Hockenheim. In deze wedstrijd kwamen alleen de 80- en de 125 cc-klasse en de zijspanklasse aan de start en werden de wereldtitels in de 125cc- en de zijspanklasse beslist. 

## Algemeen
De Preis von Baden-Württemberg was eenmalig in het leven geroepen als vervanging van de Grand Prix van Zuid-Afrika. Die was in september 1985 op de kalender gezet, maar tijdens het FIM-najaarscongres wist de Russische afgevaardigde (met steun van alle Oostbloklanden en alle Zuid-Amerikaanse landen) te bewerkstelligen dat Zuid-Afrika en alle Zuid-Afrikaanse motorsporters werden uitgesloten van deelname aan FIM-wedstrijden. De Zuid-Afrikaanse Grand Prix zou op 22 maart het seizoen geopend hebben met de 250- en de 500cc-klasse. Wat dat betreft had men in Hockenheim een wat vreemde vervanger, want juist die twee klassen kwamen niet aan de start. Dat verklaarde waarschijnlijk ook het lage aantal toeschouwers: ca. 10.000. Twee wereldkampioenschappen stonden nog open, maar waren vrijwel beslist: in de 125cc-klasse had Luca Cadalora aan de vierde plaats voldoende en in de zijspanklasse mochten Alain Michel en Jean-Marc Fresc eveneens vierde worden om de titel veilig te stellen.

## 125 cc-klasse

### De training

#### Trainingstijden
| Pos | Coureur            | Merk           | Tijd    |
| --- | ------------------ | -------------- | ------- |
| 1.  | Fausto Gresini     | FMI-Garelli    | 2"22'94 |
| 2.  | Luca Cadalora      | FMI-Garelli    | 2"23'71 |
| 3.  | August Auinger     | Bartol-LCR-MBA | 2"24'04 |
| 4.  | Bruno Kneubühler   | LCR-MBA        | 2"24'34 |
| 5.  | Ezio Gianola       | MBA            | 2"24'85 |
| 6.  | Domenico Brigaglia | Ducados-MBA    | 2"26'21 |
| 7.  | Olivier Liégeois   | Assmex-MBA     | 2"27'18 |
| 8.  | Mike Leitner       | MBA            | 2"27'18 |
| 9.  | Willy Pérez        | MBA            | 2"27'83 |
| 10. | Paolo Casoli       | MBA            | 2"28'11 |

### De race
In de 125cc-race vochten dezelfde coureurs om de eerste plaats, die het hele seizoen gedomineerd hadden: Luca Cadalora, vrijwel zeker wereldkampioen, Fausto Gresini, die nog een kleine kans op de titel had, Domenico Brigaglia, zeker van de derde plaats in de eindstand en Bruno Kneubühler, Ezio Gianola en August Auinger, die vochten om de vierde plaats in de eindstand. Er werd regelmatig van positie gewisseld. In de laatste ronde deed Cadalora in het Motodrome een laatste aanval op Gresini, maar die mislukte. Gresini won voor Cadalora, Auinger, Gianola, Kneubühler en Brigaglia. Voor Gresini was het niet genoeg om de wereldtitel te pakken, die ging naar Cadalora. Auinger eindigde als vierde in het wereldkampioenschap.

#### Uitslag 125 cc-klasse
| Pos | Coureur                | Merk           | Tijd     | Grid | Punten |
| --- | ---------------------- | -------------- | -------- | ---- | ------ |
| 1   | Fausto Gresini         | FMI-Garelli    | 33"46'46 | 1    | 15     |
| 2   | Luca Cadalora          | FMI-Garelli    | 33"47'29 | 2    | 12     |
| 3   | August Auinger         | Bartol-LCR-MBA | 33"47'52 | 3    | 10     |
| 4   | Ezio Gianola           | MBA            | 33"47'72 | 5    | 8      |
| 5   | Bruno Kneubühler       | LCR-MBA        | 33"48'69 | 4    | 6      |
| 6   | Domenico Brigaglia     | Ducados-MBA    | 34"18'45 | 6    | 5      |
| 7   | Paolo Casoli           | MBA            | 34"33'92 | 10   | 4      |
| 8   | Olivier Liégeois       | Assmex-MBA     | 34"39'31 | 7    | 3      |
| 9   | Johnny Wickström       | MBA            | 34"39'53 | 15   | 2      |
| 10  | Adi Stadler            | MBA            | 34"39'85 | 12   | 1      |
| 11  | Mike Leitner           | MBA            | 34"40'24 | 8    |        |
| 12  | Norbert Peschke        | MBA            | 35"12'20 | 19   |        |
| 13  | Lucio Pietroniro       | Johnson-MBA    | 35"12'49 | 16   |        |
| 14  | Jussi Hautaniemi       | MBA            | 35"12'85 | 25   |        |
| 15  | Andres Sánchez         | Ducados-MBA    | 35"13'37 | 17   |        |
| 16  | Jan Eggens             | LCR-EGA        | 35"37'92 | 26   |        |
| 17  | Willy Hupperich        | MBA            | 35"38'39 | 36   |        |
| 18  | Dirk Hafeneger         | MBA            | 35"38'99 | 18   |        |
| 19  | Flemming Kistrup       | MBA            | 35"48'60 | 28   |        |
| 20  | Sepp Bader             | MBA            | 35"51'70 | 30   |        |
| 21  | Christian Le Badezet   | MBA            | 35"57'70 | 35   |        |
| 22  | Peter Balaz            | MBA            | 35"38'38 | 43   |        |
| 23  | Heinz Litz             | MBA            | +1 ronde | 42   |        |
| 24  | Helmut Hovange         | Seel-MBA       | +1 ronde | 41   |        |
| 25  | Peter Sommer           | MBA            | +1 ronde | 31   |        |
| 26  | Thomas Møller-Pedersen | MBA            | +1 ronde | 44   |        |
| 27  | Robin Milton           | MBA            | +1 ronde | 29   |        |

#### Niet gefinisht
| Coureur            | Merk        | Oorzaak | Grid |
| ------------------ | ----------- | ------- | ---- |
| Håkan Olsson       | MBA         |         | 21   |
| Karl Dauer         | MBA         |         | 39   |
| Nicolas Hernandez  | Benelli     |         | 40   |
| Ángel Nieto        | Ducados-MBA |         | 27   |
| Willy Pérez        | MBA         |         | 9    |
| Claudio Macciotta  | MBA         |         | 11   |
| Stefan Prein       | Casal       |         | 33   |
| Ernst Himmelsbach  | MBA         |         | 32   |
| Jean-Claude Selini | MBA         |         | 22   |
| Patrick Daudier    | PMDF        |         | 37   |
| Bady Hassaine      | MBA         |         | 34   |
| Erich Zürn         | Seel-MBA    |         | 38   |
| Thierry Feuz       | MBA         |         | 13   |
| Jacques Hutteau    | MBA         |         | 24   |
| Paul Bordes        | MBA         |         | 23   |
| Alfred Waibel      | MBA         |         | 20   |

#### Niet gestart
| Coureur            | Merk | Oorzaak | Grid |
| ------------------ | ---- | ------- | ---- |
| Pier Paolo Bianchi | MBA  |         | 14   |

### Top tien eindstand 125cc-klasse
| Pos. | Coureur            | Merk           | Ptn. |
| ---- | ------------------ | -------------- | ---- |
| 1    | Luca Cadalora      | FMI-Garelli    | 122  |
| 2    | Fausto Gresini     | FMI-Garelli    | 114  |
| 3    | Domenico Brigaglia | Ducados-MBA    | 80   |
| 4    | August Auinger     | Bartol-LCR-MBA | 60   |
| 5    | Ezio Gianola       | MBA            | 57   |
| 6    | Bruno Kneubühler   | LCR-MBA        | 54   |
| 7    | Lucio Pietroniro   | Johnson-MBA    | 37   |
| 8    | Pier Paolo Bianchi | MBA            | 34   |
| 9    | Johnny Wickström   | MBA            | 33   |
| 10   | Willy Pérez        | MBA            | 26   |

## 80 cc-klasse

### De training

#### Trainingstijden
| Pos | Coureur            | Merk                  | Tijd    |
| --- | ------------------ | --------------------- | ------- |
| 1.  | Gerhard Waibel     | Real-Krauser          | 2"30'93 |
| 2.  | Stefan Dörflinger  | Krauser               | 2"31'30 |
| 3.  | Jorge Martínez     | Ducados-Derbi         | 2"32'29 |
| 4.  | Ian McConnachie    | Krauser               | 2"33'79 |
| 5.  | Hans Spaan         | Hertog Jan-HuVo-Casal | 2"34'01 |
| 6.  | Manuel Herreros    | Ducados-Derbi         | 2"34'73 |
| 7.  | Ángel Nieto        | Ducados-Derbi         | 2"35'30 |
| 8.  | Pier Paolo Bianchi | Seel-MBA              | 2"35'58 |
| 9.  | Josef Fischer      | Krauser               | 2"36'45 |
| 10. | Rainer Kunz        | Ziegler               | 2"37'34 |

### De race
De dag nadat Ángel Nieto bekend had gemaakt definitief te zullen stoppen met racen, wilde het Ducados-Derbi team alles in het werk stellen hem deze race te laten winnen. Nieto had echter nog maar één keer het podium gehaald, in Spanje, toen het Krauser-fabrieksteam nog niet zo sterk was als nu. Inmiddels had Ian McConnachie een fabrieks-Krauser gekregen en voor deze gelegenheid kreeg ook Gerhard Waibel een Krauser-fabrieksmotor. Waibel ging er vanaf poleposition meteen vandoor, terwijl Jorge Martínez en Ángel Nieto hem probeerden te volgen. In de vierde ronde riskeerde Martínez daarbij te veel en hij ging onderuit. Nieto leek zich tevreden te moeten stellen met de tweede plaats, maar in de voorlaatste ronde brak zijn drijfstang. Stefan Dörflinger en Ian McConnachie waren slecht gestart. Dörflinger werkte zich nog op naar de tweede plaats, maar McConnachie viel uit door een vastloper. Hans Spaan reed een probleemloze race en werd derde, waardoor hij in de eindstand van het wereldkampioenschap opschoof naar de vierde plaats. 

#### Uitslag 80 cc-klasse
| Pos | Coureur            | Merk                  | Tijd     | Grid | Punten |
| --- | ------------------ | --------------------- | -------- | ---- | ------ |
| 1   | Gerhard Waibel     | Real-Krauser          | 27"58'50 | 1    | 15     |
| 2   | Stefan Dörflinger  | Krauser               | 28"20'07 | 2    | 12     |
| 3   | Hans Spaan         | Hertog Jan-HuVo-Casal | 28"32'52 | 5    | 10     |
| 4   | Manuel Herreros    | Ducados-Derbi         | 28"44'95 | 6    | 8      |
| 5   | Wilco Zeelenberg   | Casal                 | 29"04'78 | 13   | 6      |
| 6   | Hubert Abold       | Seel-MBA              | 29"05'12 | 14   | 5      |
| 7   | Reiner Scheidhauer | Seel-MBA              | 29"06'27 | 11   | 4      |
| 8   | Alfred Waibel      | Real-Krauser          | 29"18'62 | 12   | 3      |
| 9   | Henk van Kessel    | Krauser               | 29"21'38 | 16   | 2      |
| 10  | Theo Timmer        | Hertog Jan-HuVo-Casal | 29"23'58 | 23   | 1      |
| 11  | Salvatore Milano   | Krauser               | 29"38'62 | 21   |        |
| 12  | Günter Schirnhofer | Krauser               | 29"39'42 | 18   |        |
| 13  | René Dünki         | Krauser               | 29"48'79 | 19   |        |
| 14  | Michael Gschwander | Krauser               | 29"59'78 | 33   |        |
| 15  | Paul Bordes        | Krauser               | 29"59'98 | 39   |        |
| 16  | Bert Smit          | BZ                    | 30"04'70 | 30   |        |
| 17  | Richard Bay        | Maico                 | 30"05'10 | 22   |        |
| 18  | Reiner Koster      | Kroko                 | 30"05'81 | 28   |        |
| 19  | Ralf Waldmann      | Krauser               | 30"08'00 | 34   |        |
| 20  | Chris Baert        | Seel-MBA              | 30"08'18 | 24   |        |
| 21  | Josef Lutzenberger | Eberhardt             | 30"19'95 | 27   |        |
| 22  | Peter Öttl         | Eberhardt             | 30"20'30 | 31   |        |
| 23  | Reiner Partl       | Eberhardt             | 30"33'08 | 37   |        |
| 24  | Johan Auer         | Huvo-Casal            | 30"35'78 | 42   |        |
| 25  | Kees Besseling     | CJB                   | 30"37'20 | 45   |        |
| 26  | Aad Wijsman        | Harmsen               | +1 ronde | 38   |        |
| 27  | Raimo Lipponen     | Krauser               | +1 ronde | 35   |        |
| 28  | Olivier Friedrich  | Ziegler               | +1 ronde | 44   |        |

#### Niet gefinisht
| Coureur             | Merk          | Oorzaak    | Grid |
| ------------------- | ------------- | ---------- | ---- |
| Serge Julin         | Casal         |            | 36   |
| Stefan Prein        | Casal         |            | 26   |
| Felix Rodriguez     | Autisa        |            | 32   |
| Ángel Nieto         | Ducados-Derbi | Drijfstang | 7    |
| Josef Fischer       | Krauser       |            | 9    |
| Rainer Kunz         | Ziegler       |            | 10   |
| Roland Bosch        | Krauser       |            | 43   |
| Jorge Martínez      | Ducados-Derbi | Val        | 3    |
| Reinhard Koberstein | Krauser       |            | 41   |
| Ian McConnachie     | Krauser       | Vastloper  | 4    |
| Jos van Dongen      | Krauser       |            | 25   |
| Hagen Klein         | Hess          |            | 29   |

#### Niet gestart
| Coureur            | Merk     | Oorzaak | Grid |
| ------------------ | -------- | ------- | ---- |
| Pier Paolo Bianchi | Seel-MBA |         | 8    |
| Jörg Seel          | Seel-MBA |         | 15   |
| Alex Barros        | Autisa   |         | 17   |
| Thomas Engl        | Krauser  |         | 20   |
| Brane Rokavec      | Seel-MBA |         | 40   |

### Top tien eindstand 80cc-klasse
| Pos. | Coureur            | Merk                  | Ptn. |
| ---- | ------------------ | --------------------- | ---- |
| 1    | Jorge Martínez     | Ducados-Derbi         | 94   |
| 2    | Manuel Herreros    | Ducados-Derbi         | 85   |
| 3    | Stefan Dörflinger  | Krauser               | 82   |
| 4    | Hans Spaan         | Hertog Jan-HuVo-Casal | 57   |
| 5    | Gerhard Waibel     | Real-Krauser          | 51   |
| 6    | Ian McConnachie    | Krauser               | 50   |
| 7    | Ángel Nieto        | Ducados-Derbi         | 45   |
| 8    | Pier Paolo Bianchi | Seel-MBA              | 44   |
| 9    | Josef Fischer      | Krauser               | 13   |
| 10   | Gerd Kafka         | Krauser               | 9    |

## Zijspanklasse

### De training

#### Trainingstijden
| Pos | Coureur          | Bakkenist          | Merk               | Tijd    |
| --- | ---------------- | ------------------ | ------------------ | ------- |
| 1.  | Egbert Streuer   | Bernard Schnieders | LCR-Yamaha         | 2"13'62 |
| 2.  | Rolf Biland      | Kurt Waltisperg    | LCR-Krauser        | 2"14'52 |
| 3.  | Steve Webster    | Tony Hewitt        | LCR-Yamaha         | 2"15'64 |
| 4.  | Alfred Zurbrügg  | Martin Zurbrügg    | LCR-Yamaha         | 2"16'54 |
| 5.  | Alain Michel     | Jean-Marc Fresc    | Krauser-LCR-Yamaha | 2"16'96 |
| 6.  | Markus Egloff    | Urs Egloff         | LCR-Seel           | 2"17'74 |
| 7.  | Masato Kumano    | Helmut Diehl       | LCR-Yamaha         | 2"18'02 |
| 8.  | Steve Abbott     | Shaun Smith        | Windle-Yamaha      | 2"18'71 |
| 9.  | Frank Wrathall   | Kerry Chapman      | LCR-Yamaha         | 2"18'83 |
| 10. | Rolf Steinhausen | Bruno Hiller       | Camel-Busch-Yamaha | 2"19'46 |

### De race
Zowel voor Egbert Streuer/Bernard Schnieders als voor Steve Webster/Tony Hewitt telde in Hockenheim alleen de overwinning. Dan moesten ze ook nog hopen dat Alain Michel/Jean Marc Fresc uit zouden vallen, want als ze de finish haalden zouden ze zeker bij de eerste vier eindigen. De problemen voor Michel begonnen feitelijk al bij de start. Hij miste de aansluiting bij de kopgroep die bestond uit Rolf Biland/Kurt Waltisperg, Streuer/Schnieders en Webster/Hewitt. Michel moest afrekenen met Frank Wrathall, Theo van Kempen, de gebroeders Zurbrügg en Masato Kumano. Hij reed geen moment op de vierde plaats die hij nodig had om wereldkampioen te worden, vooral door problemen met de D-sluiting van zijn helm, die los zat waardoor de helm op de snelle stukken omhoog kroop. Michel moest daardoor rechtop gaan zitten en verloor veel snelheid. De koplopers wisten niets van de problemen van Alain Michel en vochten om de overwinning. In de laatste ronde leidde Rolf Biland, maar in de Sachskurve zette Streuer zijn combinatie ernaast, met de stroomlijnkuip tegen die van Biland en het zijspanwiel in de berm. Het was genoeg voor de overwinning, maar bij het passeren van de streep wist hij nog niet dat hij wereldkampioen was. Eerst moest hem worden verteld dat Michel/Fresc vijfde waren geworden. Ze stonden nu gelijk op 75 punten, maar Streuer had vijf overwinningen geboekt en Michel slechts een. 

#### Uitslag zijspanklasse
| Pos | Coureur          | Bakkenist          | Merk               | Tijd     | Grid | Punten |
| --- | ---------------- | ------------------ | ------------------ | -------- | ---- | ------ |
| 1   | Egbert Streuer   | Bernard Schnieders | LCR-Yamaha         | 31"50'37 | 1    | 15     |
| 2   | Rolf Biland      | Kurt Waltisperg    | LCR-Krauser        | 31"50'57 | 2    | 12     |
| 3   | Steve Webster    | Tony Hewitt        | LCR-Yamaha         | 31"54'62 | 3    | 10     |
| 4   | Alfred Zurbrügg  | Martin Zurbrügg    | LCR-Yamaha         | 32"12'94 | 4    | 8      |
| 5   | Alain Michel     | Jean-Marc Fresc    | Krauser-LCR-Yamaha | 32"14'41 | 5    | 6      |
| 6   | Masato Kumano    | Helmut Diehl       | LCR-Yamaha         | 32"17'43 | 7    | 5      |
| 7   | Steve Abbott     | Shaun Smith        | Windle-Yamaha      | 32"17'83 | 8    | 4      |
| 8   | Frank Wrathall   | Kerry Chapman      | LCR-Yamaha         | 32"20'34 | 9    | 3      |
| 9   | Markus Egloff    | Urs Egloff         | LCR-Seel           | 32"55'01 | 6    | 2      |
| 10  | Derek Bayley     | Brian Nixon        | LCR-Ricardo Z      | 32"56'23 |      | 1      |
| 11  | Theo van Kempen  | Geral de Haas      | LCR-Yamaha         |          | 14   |        |
| 12  | Luigi Casagrande | Jürg Egli          | LCR-Yamaha         |          |      |        |
| 13  | Mick Boddice     | John Hennigan      | LCR-Yamaha         |          |      |        |
| 14  | Erwin Weber      | Eckart Rösinger    | LCR-Sams           |          |      |        |
| 15  | Kurt Hock        | Kuno Hock          | Hock               |          |      |        |

#### Niet gefinisht
| Coureur          | Bakkenist    | Merk               | Oorzaak | Grid |
| ---------------- | ------------ | ------------------ | ------- | ---- |
| Rolf Steinhausen | Bruno Hiller | Camel-Busch-Yamaha |         | 10   |

#### Niet gestart
| Coureur     | Bakkenist   | Merk       | Oorzaak  | Grid |
| ----------- | ----------- | ---------- | -------- | ---- |
| Derek Jones | Brian Ayres | LCR-Yamaha | Blessure |      |

### Top tien eindstand zijspanklasse
| Pos. | Coureur         | Bakkenist                      | Merk               | Ptn. |
| ---- | --------------- | ------------------------------ | ------------------ | ---- |
| 1    | Egbert Streuer  | Bernard Schnieders             | LCR-Yamaha         | 75   |
| 2    | Alain Michel    | Jean-Marc Fresc                | Krauser-LCR-Yamaha | 75   |
| 3    | Steve Webster   | Tony Hewitt                    | LCR-Yamaha         | 71   |
| 4    | Markus Egloff   | Urs Egloff                     | LCR-Seel           | 51   |
| 5    | Masato Kumano   | Helmut Diehl                   | LCR-Yamaha         | 38   |
| 6    | Alfred Zurbrügg | Martin Zurbrügg en Adolf Hänni | LCR-Yamaha         | 38   |
| 7    | Steve Abbott    | Shaun Smith en Vince Biggs     | Windle-Yamaha      | 36   |
| 8    | Rolf Biland     | Kurt Waltisperg                | LCR-Krauser        | 32   |
| 9    | Derek Jones     | Brian Ayres                    | LCR-Yamaha         | 29   |
| 10   | Derek Bayley    | Brian Nixon                    | LCR-Ricardo Z      | 20   |

## Trivia

### Biland blundert
Sponsor Mike Krauser was na afloop woedend op zijn team en vooral op Rolf Biland. Die was echter ook kwaad op zichzelf want hij had in de laatste honderden meters twee fouten gemaakt: allereerst had hij Egbert Streuer de kans gegeven om hem in de Sachskurve te passeren, maar hij had ook voor de finishlijn moeten wachten op zijn stalgenoot Alain Michel. Die was dan vierde geworden en had daarmee de wereldtitel behaald. Ter verdediging van Biland moet worden vermeld dat hij geen idee had over de positie van Michel in de race. 

### Verrassing voor Reinhold Roth
In Hockenheim kreeg Reinhold Roth het bericht dat hij in het seizoen 1987 de enige rijder zou worden van het HB-Römer-team, maar daarmee was de verrassing nog niet compleet. Het team had twee Honda NSR 500-viercilinders voor hem geregeld en bovendien kreeg hij technische ondersteuning van Sepp Schlögl, die jarenlang steun had gegeven aan Toni Mang. 
1968 · 1986